# Bones (рэпер)
Элмо Кеннеди О’Коннор (англ. Elmo Kennedy O'Connor; род. 11 января 1994, Мьюир-Бич, Калифорния), более известный под псевдонимом Bones (рус. Бонс) — американский рэпер, певец и автор песен из Хауэлла, Мичиган. Он также является основателем музыкального коллектива TeamSESH.
О’Коннор известен своими новаторскими работами в поджанрах хип-хопа, известных как эмо-рэп и трэп-метал. С 2010 года О’Коннор выпустил множество микстейпов и обзавёлся большой базой поклонников. По состоянию на 2019 год он выпустил более 80 альбомов, микстейпов и мини-альбомов под несколькими псевдонимами.

## Ранняя жизнь
Элмо Кеннеди О’Коннор родился в округе Марин, Калифорния. Его мать была портной, а отец веб-дизайнером. Его дедом являлся актёр Роберт Калп. До переезда в Хауэлл, его семья жила в Мьюир-бич, Калифорния. Когда О’Коннору исполнилось 7 лет, его семья переехала в Мичиган. В возрасте 16 лет он бросил школу и переехал в Лос-Анджелес, где уже жил его брат Эллиот.

## Музыкальная карьера
Впервые О’Коннор начал заниматься музыкой в возрасте девяти лет после того, как его отец купил iMac G3. Он загружал хип-хоп инструменталы с сайта SoundClick и использовал встроенный микрофон компьютера для записи рэпа, но только в 2010 году в возрасте 16 лет он начал выпускать музыку в Интернете под псевдонимом «Th@ Kid». После переезда в Лос-Анджелес, О’Коннор связался с другими артистами, с которыми познакомился в Интернете, включая Xavier Wulf, Chris Travis и Eddy Baker, которые в то время были членами полураспущенного Raider Klan. Позже, в 2012 году, он официально сменил свое сценическое имя на Bones.
4 июля 2012 года О’Коннор выпустил свой одноимённый дебютный альбом под псевдонимом Bones. С 2012 по 2014 год он выпустил 12 альбомов, после чего привлек внимание журналистов своим альбомом «TeenWitch» 2014 года, который вызвал споры из-за своей тематики, основанной на массовом убийстве в школе Колумбайн. Следующий за TeenWitch альбом под названием «Garbage» вышел 9 июня 2014 года и стал первым из альбомов О’Коннора, который привлек внимание крупных музыкальных изданий, таких как Complex Magazine и The Fader, которые назвали проект «массивным» и «расширяющим границы». В апреле 2014 года О’Коннор вместе с продюсером TeamSESH Greaf создали дуэт «surrenderdorothy», сайд-проект, который заметно меньше ориентирован на рэп, с большим упором на акустическую гитару и пение, со стилистическим сходством с инди-роком и эмо-рэпом. Хотя О’Коннор экспериментирует с этим стилем в своём сольном творчестве, «surrenderdorothy» использует его гораздо чаще. С 2014 года дуэт выпустил шесть мини-альбомов под названием surrenderdorothy.
В 2015 году О’Коннор загрузил несколько альбомов и выступил хедлайнером своего первого проданного концерта в House of Blues 4 марта 2015 года, а затем открыл выступление электронного исполнителя Shlohmo в The Fonda Theatre. Позже О’Коннор появился в треке ASAP Rocky «Canal St.», который был ремиксом на песню О’Коннора «Dirt». Эта песня позже стала первой песней О’Коннора в чартах Billboard. Bones исполнил «Canal St.» вместе с A$AP Rocky на шоу Jimmy Kimmel Live!, но был вырезан из телепередачи из-за его отказа подвергнуть цензуре некоторые слова песни во время исполнения. Видеозаписи выступления были доступны в Интернете. В мае 2015 года О’Коннор и Greaf начали выпускать песни в рамках второго сайд-проекта под названием Oregontrail. Проект стилистически похож на Surrenderdorothy, но был отмечен как «более тёмный» и «грубый». Он также следует свободному повествованию, связанному с одноимённой игрой, что также отражено в оформлении синглов. С 2015 года дуэт выпустил семь синглов под названием Oregontrail.
С 2015 по 2017 год О’Коннор выпустил 10 альбомов. В 2016 году он начал выпускать музыку под новой личностью под названием Ricky A Go Go. В общей сложности он загрузил пять треков на аккаунт SoundCloud для этой персоны, причем пятый трек был загружен в 2017 году. В описании каждого трека есть шутка, что каждый из них является синглом для альбома с другим названием. Ни один из этих альбомов не был выпущен. Эти треки выполнены в стиле диско, фанк или синтвейв с вокалом. Существует шестой трек под названием «Countdown», который отсутствует на этом аккаунте, но был загружен несколькими другими пользователями. Этот трек взят из трека «SeshRadio: Volume3», который является заключительным треком его проекта «PaidProgramming2». Это был официальный дебют персоны. Персона Ricky A Go Go появлялась на многих других треках в дискографии Bones в различных проектах, наиболее заметным из которых является совместный проект «DamagedGoods» с Drew The Architect. Однако в большинстве этих треков в качестве исполнителя по-прежнему указан Bones.
19 января 2018 года О’Коннор выступил в KOKO в Лондоне, тем самым начав свой первый в жизни европейский тур под названием Deadboy Tour. В его рамках он посетил такие страны, как Германия, Украина, Россия, Италия и другие.
О’Коннор является одним из основателей коллектива Seshollowaterboyz вместе с Xavier Wulf и Eddy Baker, с которыми он часто выступает и сотрудничает. Название коллектива является объединением их самоиздающихся лейблов TeamSESH, Hollow Squad. Waterboyz и Healthy Boyz. Они выступали на таких заметных площадках, как The Observatory в Санта-Ане, Калифорния, 13 ноября 2015 года и The Novo by Microsoft в Лос-Анджелесе 30 января 2016 года. Chris Travis был одним из основателей группы, но покинул ёе в 2019 году.

## Музыкальный стиль и влияния
Хотя О’Коннора часто считают одним из пионеров поджанра эмо-рэп, О’Коннор сказал, что у него нет определённого жанра, хотя его часто характеризуют как клауд-рэп, экспериментальный хип-хоп и «shadow рэп». Ранняя музыка О’Коннора гораздо более футуристична (и часто сравнивается с музыкой SpaceGhostPurrp), чем его нынешняя музыка, которая демонстрирует производство и вокальные стили, варьирующиеся от рэпа, пения и скриминга. Пение О’Коннора сравнивают с гранжем и эмо, а его рэп — с такими поджанрами, как хорроркор и эмо-рэп. Он также считается одним из пионеров трэп-метала.
О’Коннор редко говорит о своих музыкальных влияниях, хотя во время интервью он упоминал в качестве таковых Марвина Гэйя, Earth Wind and Fire, Бутси Коллинса, Стиви Никс и Джони Митчелл. За годы своей музыкальной карьеры О’Коннор помог андеграундному хип-хопу развиться в новые стили и был отмечен как «один из самых влиятельных андеграундных артистов эпохи Интернета».

## Личная жизнь
Элмо проживает в Глендейле, штат Калифорния, со своей партнёршей Самантой. Есть сын Хоул Тимоти О’Коннор (род. 22 августа 2019).

## Дискография

### Альбомы

#### как BONES
- LivingLegend (2013)
- Saturn (2013)
- Teenager (2013)
- ダサい (2013) совместно с Xavier Wulf
- Creep (2013)
- Scumbag (2013)
- Cracker (2013)
- PaidProgramming (2013)
- UndergroundGods (2013) совместно с Na$ty Matt
- Caves (2013) совместно с Xavier Wulf
- DeadBoy (2014)
- SeaBeds (2014) совместно с Chris Travis
- TeenWitch (2014)
- Garbage (2014)
- Skinny (2014)
- Rotten (2014)
- SongsThatRemindYouOfHome (2015) совместно с Dylan Ross
- Powder (2015)
- SoThereWeStood (2015)
- Banshee (2015)
- HateToBreakItToYou (2015) совместно с Drip-133
- YouShouldHaveSeenYourFace (2015)
- Frayeded (2015)
- HermitOfEastGrandRiver (2015)
- Slán (2016) совместно с Drew the Architect x Cat Soup
- Useless (2016)
- You Are All To Blame (2016) в составе TeamSESH
- PaidProgramming2 (2016)
- GoodForNothing (2016)
- SoftwareUpdate1.0 (2016)
- Disgrace (2017)
- Unrendered (2017)
- NoRedeemingQualities (2017)
- Failure (2017)
- NetworkUnknown (2017)
- Carcass (Скелет) (2017)
- Augmented (2018) совместно с Cat Soup
- PermanentFrown (2018) совместно с Curtis Heron
- LivingSucks (2018)
- TheManInTheRadiator (2018)
- SparrowsCreek (2019) совместно с Eddy Baker
- UnderTheWillowTree (2019)
- KickingTheBucket (2019)
- IFeelLikeDirt (2019)
- OFFLINE (2020)
- Brace (2020) совместно с Xavier Wulf
- DamagedGoods (2020) совместно с Drew The Architect
- REMAINS (2020) совместно с Lyson
- FromBeyondTheGrave (2020)
- BURDEN (2021)
- PushingUpDaisies (2021) совместно с Deergod
- InLovingMemory (2021)
- ForbiddenImage (2021) совместно с Cat soup
- SCRAPS (2021) совместно с Lyson
- WITHERED (2022) совместно с Grayera
- AmericanSweetHeart (2022)
- DreamCard (2022) совместно с ghost/\/ghoul
- 2MillionBlunts (2022)
- TheWitch&TheWizard (2023) совместно с GREAF
- BasketCase (2023)
- Champion (2024)
- .ZIP (2024)
- CADAVER (2024)
- SoftwareUpdate2.0 (2024)

#### как Th@ Kid
- Bored of Education (2010)
- Tumblr Files (2010)
- Cousin Eddie (2010)
- Stifler (2011)
- Strictly for the Ratz (2011)
- Dreamcatcher. (2011)
- Ratboy (2011)
- The Good Ratz (2011)
- Knucklehead (2011)
- Team Sesh (2011)
- AttaBoy (2011)
- Stay Golden (2011)
- RatLyfe (2011)
- Holy Smokes (2011)
- ADayAtTheGetty (2011)
- Midnight: 12 AM (2011)
- Howell (2011)
- Locals Only (2011)
- YoungDumbFuck (2012)
- Foolsgold (2012)
- WhiteRapper (2012)
- TypicalRapShit (2012)
- BlackNWhite (2012) совместно с Grandmilly
- Bones (2012)
- 1MillionBlunts (2012)

#### как surrenderdorothy
- wenenveraskedforthis (2014)
- nobodywantsme (2014)
- itstheleastwecando (2015)
- itsthethoughtthatcounts (2015)
- itsdifferentnow (2015)
- breathingexercise (2018)
- justwhatthedoctorordered (2019)
- julyrent (2019)
- thishouseisnotahome (2023)

### Синглы

#### как BONES
- Brood совместно с Na$ty Matt
- Goldu$t совместно с Na$ty Matt
- GotABMXBikeButImNotVeryGood совместно с Xavier Wulf
- WeDontBelieveYou совместно с Xavier Wulf & Chris Travis
- Sv_Lan0 совместно с Drip-133
- Blur
- LongTimeNoSee
- TheDayYouLeaveThisPlanetNobodyWillNotice
- SteveWilkosThrowsChair.mp4
- WhatAShame
- GotItBadderThanUsher
- RickysDustyOldCassette
- MyMindIsTheLastPlaceIWannaBe
- NightmareGalore совместно с Eddy Baker
- HoldOnForDearLife
- TheVoicesOutsideAreGettingLouder
- OhNo!
- RigorMortis
- IntraCloud совместно с Fifty Grand
- VeganLeather
- Encoding
- StayingAheadOfTheWeather
- LifeAsAMelody совместно с Xavier Wulf
- DyingLight совместно с Fifty Grand
- TheProcess
- Lock-On
- RealTreeSkiMask
- ItsAWonderfulLife
- TaintedBliss совместно с Xavier Wulf
- High Ping совместно с Mana
- Cellophane совместно с Greaf

#### как surrenderdorothy
- whatgreateyesyouhave
- funnyhowthatworks
- dropeverything
- heldaghost
- illleaveituptoyou
- thishouseisnotahome
- JulyRent

#### как OREGONTRAIL
- GOODBYE FOR NOW
- IF ALL ELSE FAILS
- WE HAVE BEEN KEEPING QUITE BUSY
- I ADMIT, IT HAS NOT BEEN EASY
- TILL THE WHITES OF MY EYES DRY OUT
- WE FOUGHT THE GOOD FIGHT
- FORD THE RIVER
- SECOND HAND PAIN

#### как Ricky a Go Go
- Stranger
- Every Night
- The Whisper Of Sweet Nothings
- You Are My Everything
- On The Run
- YouKnowIWantYou (при уч. Bones)
- One Day At A Time (при уч. Drew The Architect)
- PleasureUltimate

### Гостевое участие
| Название                              | Год  | Артист                              | Альбом                                 |
| ------------------------------------- | ---- | ----------------------------------- | -------------------------------------- |
| «The Rap Game Tryin To Kill Me!»      | 2012 | Na$ty Matt                          | Mattitude                              |
| «Slaughta»                            | 2012 | Yung Gutted                         | Internet Graveyard Vol. One            |
| «Everything»                          | 2013 | Mr. Sisco                           | Smoke Mix '94                          |
| «Living in '93»                       | 2013 | Grandmilly                          | Bandanaz II                            |
| «Graveyard Shift»                     | 2013 | Roy, Wierdough                      | Beachside Goon                         |
| «Gold Mine»                           | 2013 | J.K. the Reaper, Speakz             | Ill Life II: Chapter 4                 |
| «We OD»                               | 2013 | Chris Travis                        | Stay Pure                              |
| «Coke White Caddy» (Remix)            | 2013 | Mufflucid                           | Brooklyn Homicide                      |
| «Prayers»                             | 2013 | Ramirez                             | Trillity                               |
| «Scream Out My Name»                  | 2013 | Dylan Ross                          | The Castle of Depression               |
| «Abandoned House»                     | 2013 | Drew the Architect                  | Empathy                                |
| «Death Note»                          | 2014 | Wavy Jones                          | Blunt Ashes                            |
| «Shadowface»                          | 2014 | Bladee                              | Gluee                                  |
| «Black Sails»                         | 2014 | Eddy Baker, Xavier Wulf             | Bad Guy                                |
| «Samurai»                             | 2014 | Smug Mang, Xavier Wulf              | Smug God                               |
| «Sherilyn Fentanyl»                   | 2014 | Dylan Ross                          | The Relic                              |
| «Burn»                                | 2014 | Na$ty Matt                          | White Trash                            |
| «Maple Syrup»                         | 2014 | $uicideboy$                         | Kill Your$elf Part I: The $uicide $aga |
| «Risks»                               | 2014 | P2 the Gold Mask, Chris Travis      | Water Talk                             |
| «Eyes Closed»                         | 2014 | Misogi                              | Occult                                 |
| «If Everything Was Just Make Believe» | 2014 | Drip-133                            | Girl and Boy                           |
| «Waking Up Crying»                    | 2015 | Jonny Telafone                      | Romeo Must Cry                         |
| «Can You Trim Our Oak Trees»          | 2015 | Kodyak                              | Alpine                                 |
| «It’s Just a Few»                     | 2015 | Cat Soup                            | Eutaxy                                 |
| «Canal St.»                           | 2015 | A$AP Rocky                          | At. Long. Last. ASAP                   |
| «Deathproof»                          | 2015 | Kold Blooded                        | Tsukuyomi                              |
| «Last Step in the 1st Place»          | 2015 | Xavier Wulf                         | The Local Man                          |
| «Stalepacks»                          | 2015 | Drew the Architect                  | Vacive                                 |
| «Skew»                                | 2016 | Drip-133                            | Skew                                   |
| «We Up»                               | 2016 | Chris Travis                        | The Ruined                             |
| «You Are Missing the Point»           | 2016 | Drew the Architect                  | lèiyll                                 |
| «Particles»                           | 2016 | Drew the Architect, Vegard Veslelia | Sliten                                 |
| «In Between Mahogany»                 | 2016 | Drip-133, Falls, Sosi               | In Between Mahogany                    |
| «Keep Me Okay»                        | 2016 | Drew the Architect, Grayera         | Ayviuòn                                |
| «Last Time I Checked»                 | 2017 | Riff Raff, DJ Afterthought          | Aquaberry Aquarius                     |
| «Dough»                               | 2017 | Eddy Baker, Mexiko Dro              | Hierba Y Dinero EP                     |
| «Night Ride»                          | 2017 | Rico S’nchez, Skyhook               | Skyrich                                |
| «Everything You Said»                 | 2017 | Chris Travis                        | Forgive Me                             |
| «Everything is Magick»                | 2017 | Drew the Architect, Ice Watch, Migu | Shade Handed Me                        |
| «What If This Is the End»             | 2017 | Curtis Heron                        | The Answer                             |
| «FUCK the Industry»                   | 2018 | $uicideboy$                         | I Want to Die in New Orleans           |
| «UpNAway»                             | 2020 | Eddy Baker                          | The Worst Of Times                     |
| «Siri»                                | 2021 | Tommy Cash                          | MoneySutra EP                          |
| «Now and at the Hour of Our Death»    | 2025 | $uicideboy$                         | THY KINGDOM COME                       |